# René Binet (politiker)
René Binet, född 16 oktober 1913, död 16 oktober 1957, var en fransk högerextrem politiker. Under andra världskriget stred han med SS Charlemagne. År 1951 deltog han på det möte i Malmö där den Europeiska sociala rörelsen bildades på initiativ av Per Engdahl. Binet, som eftersökt ett mer öppet antisemitiskt program, drog sig emellertid snart ur rörelsen för att i stället bilda ett nätverk under namnet Nya europeiska ordningen senare samma år.